# Cremós

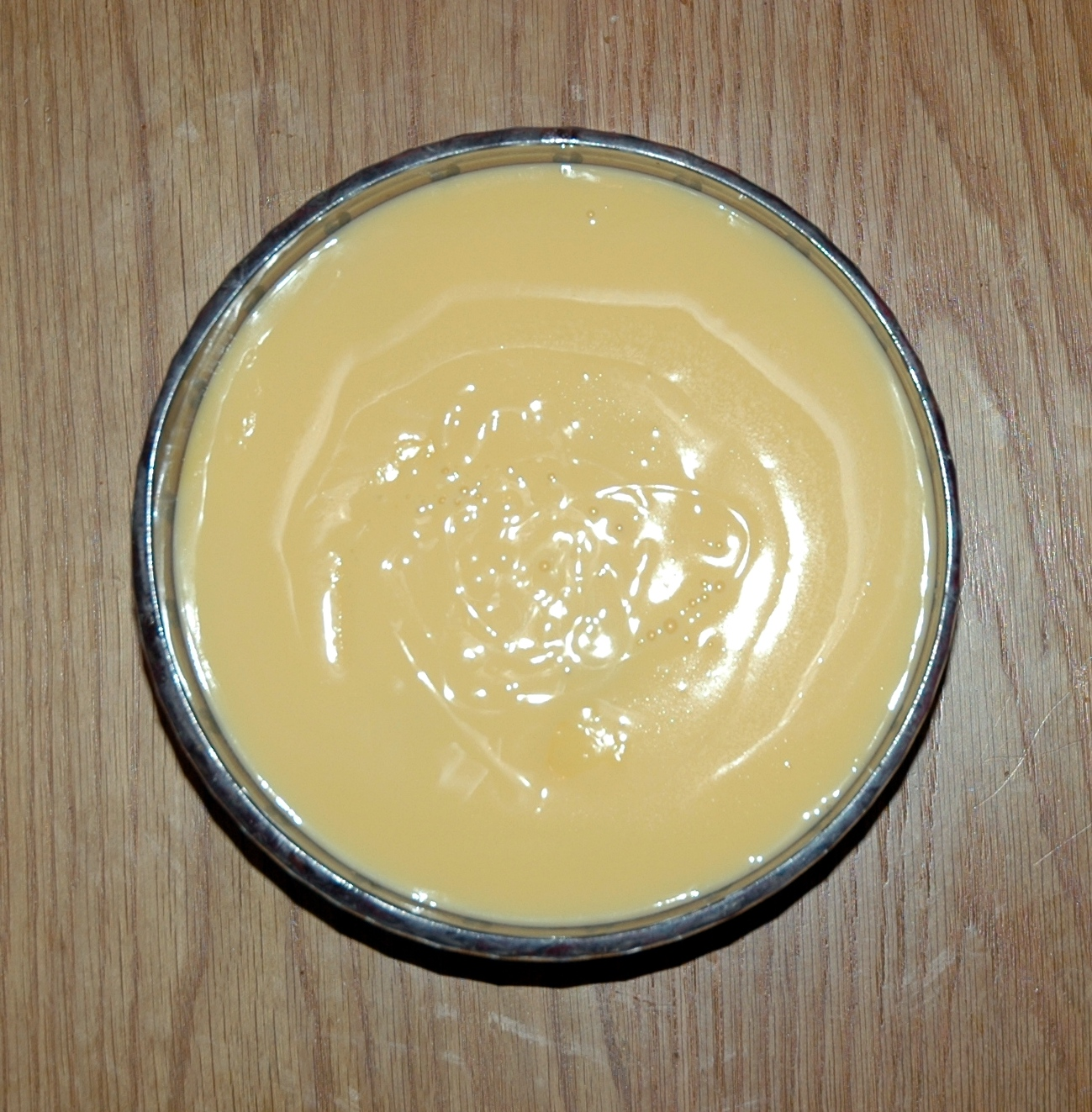
Exemple d'elaboració cremosa: crema anglesa.

Terme utilitzat per descriure la textura d'un aliment i que està relacionat amb un conjunt d'atributs sensorials: La grossària, la suavitat i la viscositat. Aquests atributs expliquen una gran part de la percepció sensorial de la cremositat.
Normalment, associem la cremositat amb una sensació suau en boca i amb un retrogust ric, ja que els aliments cremosos acostumen a tenir un contingut important de greix i són rics en calories. El contingut de greix ha de ser suficient, però no excessiu, ja que pot donar com a resultat una textura greixosa en lloc d'una cremosa. En el camp de la neurogastronomía, la cremositat es considera una propietat textural complexa i, per tant, difícil de mesurar.

## Equació del paràmetre: cremositat
Tot i la dificultat per a mesurar aquest paràmetre de textura, Kokini et al. van desenvolupar l'equació de cremositat unint la percepció de cremositat (relacionada intuïtivament amb el contingut de greix) amb altres atributs sensorials de panelistes de tast entrenats com grossària (relacionat a les propietats reològiques), suavitat (relacionada amb la mida de les partícules del sistema) i fricció (relacionada amb la tribologia i les propietats de fricció i lubricació). Aquesta relació es va formular en dos estudis com:
Cremositat ∝ grossària 0,54 · suavitat0,82
o
Cremositat = 0,54 · log(viscoelasticitat) + 1,56 · log(suavitat) + 0,32 · log(fricció)